# Longipedia santacruzensis
Longipedia santacruzensis is een eenoogkreeftjessoort uit de familie van de Longipediidae. De wetenschappelijke naam van de soort is voor het eerst geldig gepubliceerd in 1979 door Mielke.